# Brădet, Bihor
Brădet (maghiară Biharfenyves) este un sat în comuna Buntești din județul Bihor, Crișana, România.

Prima atestare documentară apare în anul 1587 sub numele de Bardoc (Bradet).

## Lăcașuri de cult
- Biserica de lemn „Sf. Ioan Teologul”, ridicată în 1733, se numără printre cele mai izbutite realizǎri ale arhitecturii de lemn din țara noastră. A fost construită de meșterii Mândruțu și Briciu Crăciun din ținutul Abrudului. De plan dreptunghiular, cu absida decroșată și turn-clopotniță pe pronaos, este foarte bogat ornamentată cu crestături în lemn. Portalul vestic, neobișnuit de monumental, interpretează forma și decorația unui portal gotic.[1]

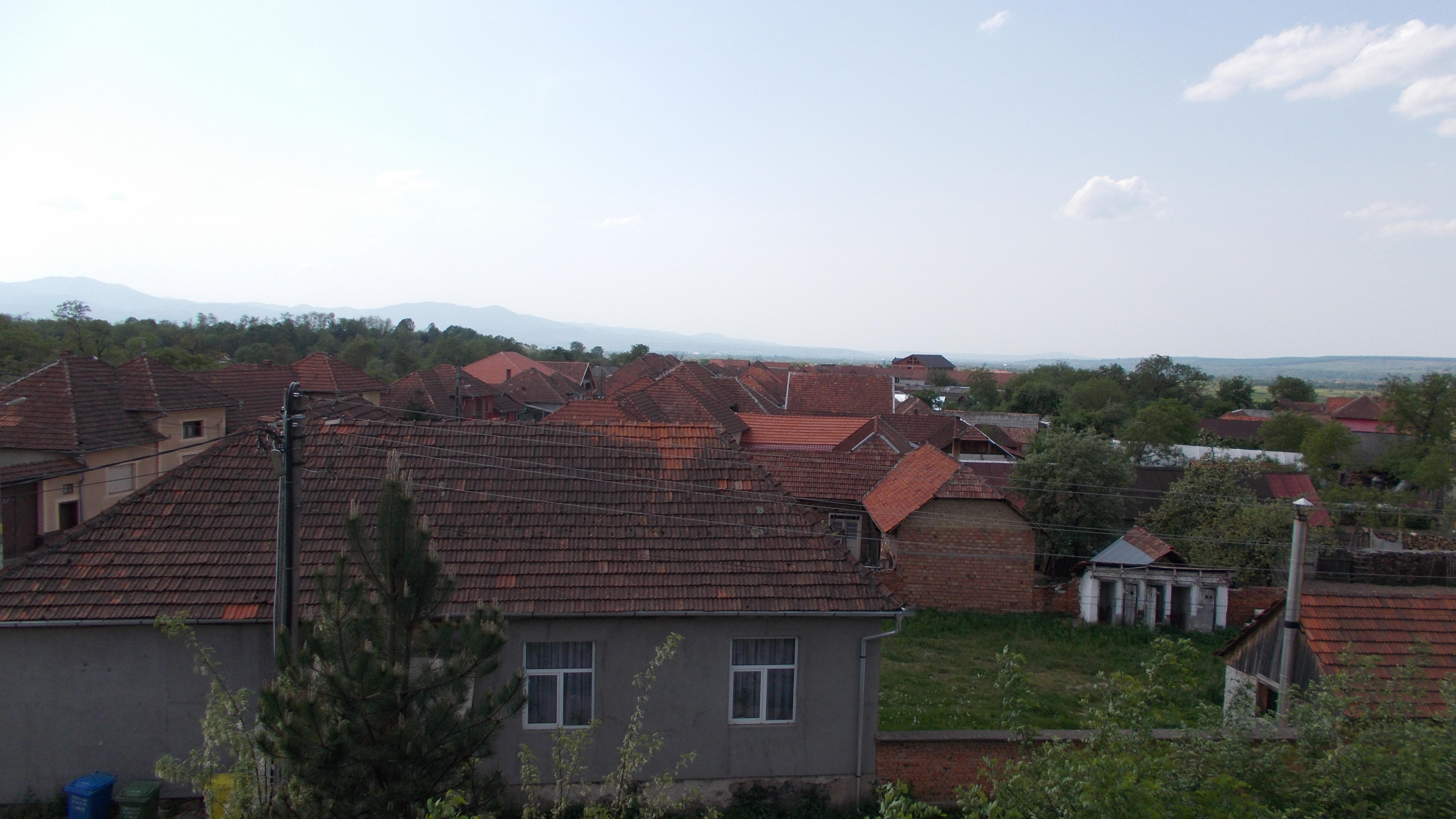
Brădet, județul Bihor

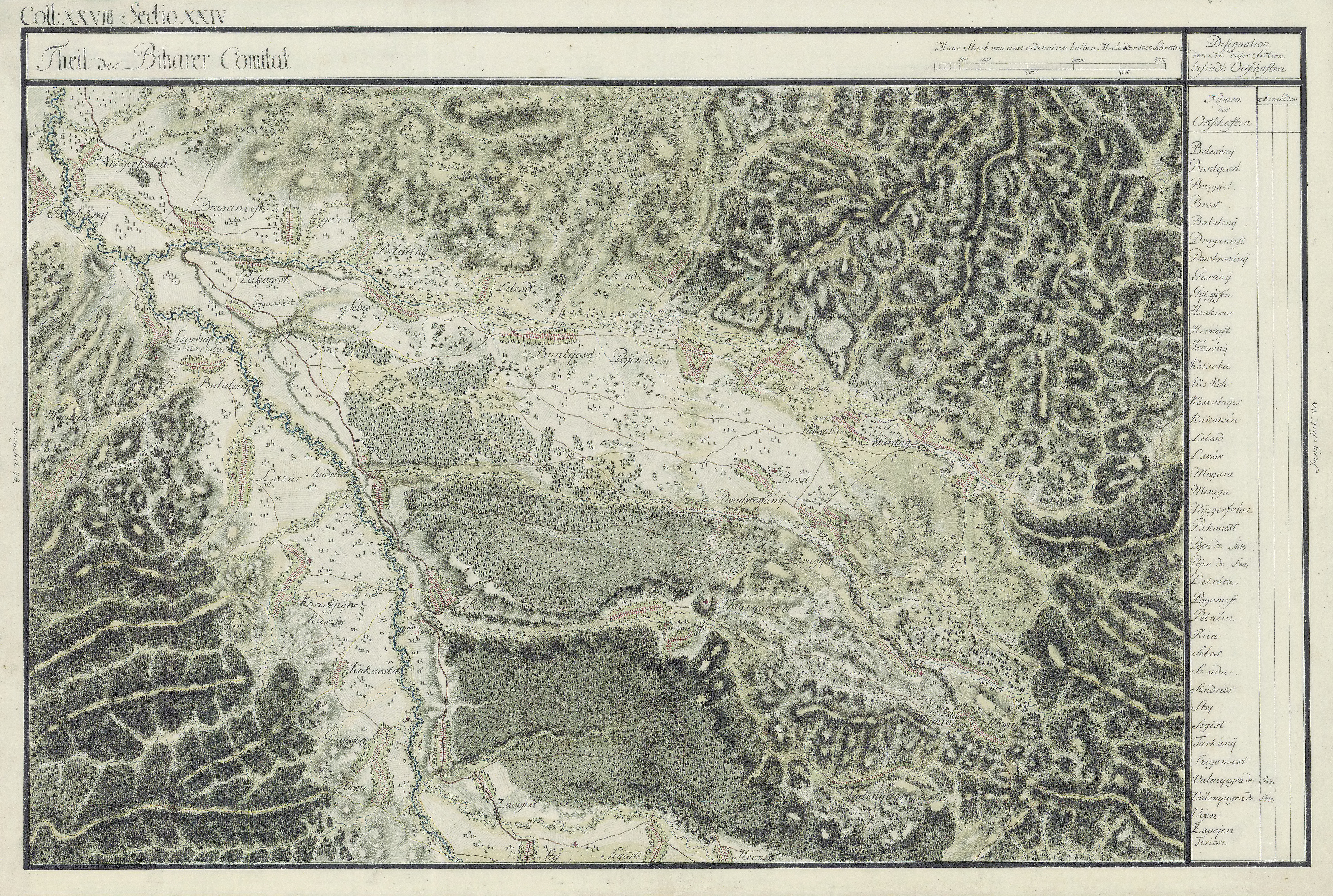
Brădet în Harta Iosefină a Comitatului Bihor, 1782-85

 Acest articol despre o localitate din județul Bihor este deocamdată un ciot. Puteți ajuta Wikipedia prin completarea lui.

1. ↑  Godea, Ioan (1978). Monumente istorice bisericești din Eparhia Oradea. Biserici din lemn. Jud. Bihor, jud. Sălaj, jud. Satu Mare.  Biserica Sf. Ioan Teologul din Brădet. Episcopia Ortodoxă a Oradiei, 1978. p. p 52 -57.